# Голубицкая пуща
Голубицкая пуща (бел. Галубіцкая пушча) — биологический заказник в Докшицком и Глубокском районах Витебской области Белоруссии, граничит с Березинским биосферным заповедником. Вместе они представляют собой один из крупнейших в Европе луго-болотных комплексов и резерватов биоразнообразия водно-болотной флоры и фауны.

## История
10 декабря 1998 года в пойме реки Березина в Докшицком и Глубокском районах Витебской области был учреждён ландшафтно-гидрологический заказник «Голубицкая пуща» размером 6734 га. 29 декабря 2014 год решением местных районных исполнительных комитетов его статус был изменён и «Голубицкая пуща» была переведена в разряд биологических заказников, её площадь в новых границах составила 6169 га.
В 2016 годy заказник «Голубицкая пуща» был включён в перечень Рамсарских угодий.

## Описание

### Расположение и ландшафты
Заказник располагается на территории Верхнеберезинской низменности и граничит с Березинским биосферным заповедником и «Поймой реки Березины». Совместно они формируют один из крупнейших в Европе луго-болотных комплексов и выступают резерватом биоразнообразия водно-болотной флоры и фауны.
Общая площадь территории составляет 15 744 га, на ней представлены водные, болотные, луговые и лесные угодья. Территория практически не заселена, в границах заказника выявлено месторождение торфа площадью до 1500 га.

### Флора и фауна
На территории Голубицкой пущи произрастают еловые, сосновые и черноольховые леса с включениями ясеня, липы и клёна. Девять видов высших растений (в том числе осока заливная) и один вид грибов занесены в Красную книгу Белоруссии.
В заказнике обитают 24 краснокнижных вида птиц (в том числе беркут и длиннохвостая неясыть) и 2 вида млекопитающих. Кроме того, присутствует постоянная популяция бурого медведя, тетерева, скопы, канюка и других.

## Туризм и достопримечательности
На хуторе Пуньки в Голубицкой пуще родился живописец Язэп Дроздович, здесь находится его могила.